# Kleedafleggingskerk
De Kleedafleggingskerk (Russisch: Церковь Положения Ризы Божией Матери во Влахерне) is een Russisch-Orthodoxe Kerk kerk in het kremlin van de Russische hoofdstad Moskou. De kerk is genoemd naar een feestdag in de orthodoxe kerken die gevierd wordt op 2 juli. Deze feestdag herdenkt de wijding van een kapel, die keizerin Aelia Pulcheria liet bouwen voor het bewaren van doeken die de Moeder Gods had achtergelaten na Haar Hemelvaart. De wijding van de kapel vond plaats op 2 juli (452). Historische gebeurtenissen op dezelfde datum zouden de feestdag later een extra dimensie geven. Zo bliezen de Tataren op 14 juli 1451 tot verbazing van de Moskovieten plotseling de aftocht, nadat zij een dag eerder een zware aanval op Moskou hadden uitgevoerd.

## Geschiedenis
Deze gebeurtenis werd aan de hulp van de Moeder Gods en haar op deze dag vereerde relikwie toegeschreven. Kort na de aftocht van de Tartaren liet grootvorst Vassili II een kerk in het kremlin bouwen. De eerste kerk was van hout en brandde in 1472 af. In de jaren 1484-1486 werd de huidige kerk gebouwd. Bij de bouw van de kerk werd een groep van bouwmeesters uit de stad Pskov betrokken. Bijna tegelijkertijd werd ook de naburige Verkondigingskathedraal met de medewerking van de bouwmeesters uit Pskov gebouwd, hetgeen zekere overeenkomsten tussen beide godshuizen verklaart. Vanaf de wijding van de kerk tot in het midden van de 17e eeuw diende de kerk als huiskerk van de metropolieten, en later, vanaf de invoering van het patriarchaat, ook van de patriarchen. Toen in 1656 de toenmalige patriarch Nikon het tot op de dag van vandaag bestaande Patriarchenpaleis met de Twaalf Apostelenkerk liet bouwen, werd de Kleedafleggingskerk aan de tsaar overgedragen als huiskerk. Als gevolg hiervan werd de Kleedafleggingskerk door aanbouw verbonden met het paleis van de tsaar. Vooral de vrouwen en dochters van de tsaren zouden de kerk als huiskerk gebruiken. Door het veelvuldig voorkomen van branden werden er aan de kerk tot in de 20e eeuw regelmatig aanpassingen en verbouwingen verricht. Bij beschietingen in 1918 werd de kerk zwaar beschadigd. Vanaf 1950 werd de kerk teruggebracht naar de oorspronkelijke vorm. Tegenwoordig dient de kerk voornamelijk als museum. Echter elk jaar, op de feestdag van de kleedaflegging, vinden er erediensten plaats. Bij de kerk is een permanente tentoonstelling van Russische sculpturen uit de 14e-17e eeuw. Deze sculpturen zijn afkomstig uit verschillende steden van Rusland en veelal overgebracht uit vernietigde kerken en kloosters in het Sovjet-tijdperk.

## Architectuur
In vergelijking tot de andere kerken in het kremlin is de Kleedafleggingskerk een eenvoudige kerk. Het gebouw is niet bijster groot en heeft slechts één koepel. De koepel wijkt af van de koepels van andere Moskouse kerken wegens de ongebruikelijke vorm van een helm. Opvallend is de hoge crypte en de slanke vorm van het gebouw. De muren van baksteen zijn met witte kalksteen bedekt. In de kerk zijn muren en zuilen volledig bedekt met 17e-eeuwse fresco's. Geheel in overeenstemming met de naam van de kerk nemen veel voorstellingen en motieven van de Moeder Gods in apocriefe scènes een dominante positie in. De indrukwekkende iconostase van Nasarij Istomin Sawin werd in 1627 gemaakt. Opvallend zijn ook de wand- en gewelffresco's met voorstellingen van Jezus en Maria en voorstellingen van gecanoniseerde Russische vorsten.